# Water for Elephants
Water for Elephants är en amerikansk dramafilm från 2011, regisserad av Francis Lawrence och skriven av Richard LaGravenese.  Huvudrollerna i filmen spelas av Reese Witherspoon, Robert Pattinson och Christoph Waltz. Water For Elephants berättar historien om två personers förhållande i en hård och våldsam värld där kärlek är ett liv i lyx och yppighet. Filmen är baserad på Sara Gruens bok Bröderna Benzinis spektakulära cirkusshow (originaltitel: Water for Elephants) från 2006.

## Om filmen
Filmen började filmas den 22 maj 2010. Filmen producerades av Twentieth Century Fox i deras studio i Century City, Los Angeles, i Chattanooga, Tennessee samt i Chickamauga och Walker County inom  Georgia. Filmen har även spelats in i Fillmore och Piru i Kalifornien.
Produktionskostnaderna uppgick till uppskattningsvis 38 miljoner dollar. 
Filmen hade biopremiär i Sverige den 15 april 2011 och i USA och Kanada den 22 april. Filmen fick i överlag mycket positiva recensioner från olika filmkritiker.

## Handling
Filmen utspelar sig under den stora depressionen, närmare bestämt år 1931. Huvudperson är Jacob Jankowski (Robert Pattinson).
Filmen börjar med att Jacob som gammal berättar för en cirkusarbetare om sitt liv. Han var en ung man som studerade veterinärmedicin på Cornell University, men precis när han skulle ta sin examen får han veta att hans föräldrar dött i en bilolycka. Det visar sig att hans föräldrar inte hade några pengar kvar, då de hade investerat allt på hans utbildning och huset de har bott i återtas av banken. 
Eftersom Jacob inte har någon familj, hem eller jobb lämnar han hemstaden och skolan och tar ett tåg som visar sig tillhöra Cirkus Benzini Brothers, där får han ett jobb som veterinär. Cirkusen ägs av August Rosenbluth (Christoph Waltz), vars fru Marlena Rosenbluth (Reese Witherspoon) är en skicklig circusartist, stjärnan i föreställningen samt en stor djurälskare. Jacob förälskar sig i Marlena och han vill kämpa för sin kärlek till varje pris. 

## Rollista (i urval)
- Robert Pattinson – Jacob Jankowski
- Reese Witherspoon – Marlena Rosenbluth
- Christoph Waltz  – August Rosenbluth
- Tai – Elefanten Rosie
- James Frain – Rosies skötare
- Hal Holbrook – Äldre Jacob Jankowski
- Paul Schneider – Charlie O'Brien
- Ken Foree – Earl
- Tim Guinee – Diamond Joe
- Mark Povinelli – Kinko/Walter
- Scott MacDonald – Blackie
- Jim Norton – Camel
- Richard Brake – Grady